# Michelle Porte
Michelle Porte, née le 19 mai 1935 à Valence (Drôme) et morte le 26 septembre 2024 à Paris, est une réalisatrice, documentariste et scénariste française.

## Biographie
À vingt ans, Michelle Porte renonce à poursuivre ses études de médecine pour se consacrer au cinéma.
Proche de Marguerite Duras, elle réalisera des documentaires liés à sa vie et son œuvre, dont Les Lieux de Marguerite Duras et Savannah Bay, c'est toi (le film montre le travail de Marguerite Duras avec Bulle Ogier et Madeleine Renaud pendant les répétitions de la pièce Savannah Bay). À la fin des années 1970, elle publie deux livres en collaboration avec elle.
Par la suite elle réalise des documentaires consacrés à des figures historiques, des peintres ou des écrivains comme Virginia Woolf et Françoise Sagan. Elle collabore alors avec des institutions culturelles, notamment le Centre Georges-Pompidou, le Musée d'Orsay ou encore l'INA.
En 2004, elle adapte au cinéma un roman de Marguerite Duras : L'Après-midi de monsieur Andesmas, avec Michel Bouquet dans le rôle principal, et Miou Miou. 
Elle a été récompensée lors de la 3e Biennale Internationale du Film sur l’Art du Centre Georges Pompidou et a obtenu le Prix du meilleur portrait au Festival de Montréal en 1994.
Elle est membre du jury du Prix Marguerite-Duras.
Organisée par  l'Université Paris 1 Panthéon-Sorbonne et la Bibliothèque nationale de France,  en partenariat avec l'Institut national de L'Audiovisuel (INA) et la Société  civile des auteurs multimedia (SCAM), une rétrospective lui a été consacrée du 14 novembre au 17 novembre 2018 . 
En mars 2022, Michelle Porte publie une édition préfacée et annotée par Joëlle Pagès-Pindon des lettres que Marguerite Duras lui a adressées : Lettres retrouvées (1969-1989) (Gallimard).   

## Filmographie
- 1976 : Les Lieux de Marguerite Duras
- 1980 : Les Lieux de Virginia Woolf
- 1982 : La Peste : Marseille 1720
- 1984 : Savannah Bay, c'est toi
- 1985 : La Princesse Palatine à Versailles : portrait d'une famille royale
- 1987 : À la recherche de Carl Theodor Dreyer
- 1987 : Le Tours de Victor Laloux
- 1988 : D'un Nord à l'autre. Ballade en Champagne
- 1989 : Edmond Jabès
- 1992 : Christian Boltanski. Signalement, le voyage au Pérou
- 1992 : Christian Boltanski. Une Maison en Allemagne
- 1992 : Degottex peintre
- 1993 : La maison de Jean-Pierre Raynaud
- 1993 : Portraits de famille : avec mon père Maurice Denis
- 1995 : Claude de Soria [3]
- 1996 : Françoise Sagan
- 2004 : L'Après-midi de Monsieur Andesmas, d'après le roman éponyme de Marguerite Duras
- 2012 : Marguerite Duras. Les Lieux de l'imaginaire, dans le cadre de la série « Une maison, un écrivain »
- 2014 : Les Mots comme des pierres. Annie Ernaux, écrivain